# Lijst van voetbalinterlands Jamaica - Zuid-Afrika
Deze lijst van voetbalinterlands is een overzicht van alle officiële voetbalwedstrijden tussen de nationale teams van Jamaica en Zuid-Afrika. De landen hebben tot op heden vijf keer tegen elkaar gespeeld. De eerste ontmoeting, een vriendschappelijke wedstrijd, vond plaats op 9 mei 1999 in Kingston. Het laatste duel, eveneens een vriendschappelijke wedstrijd, werd gespeeld in Offenbach am Main (Duitsland) op 28 april 2010.

## Wedstrijden
| № | Plaats            | Datum            | Competitie             | Wedstrijd             | Uitslag |
| - | ----------------- | ---------------- | ---------------------- | --------------------- | ------- |
| 1 | Kingston          | 9 mei 1999       | Vriendschappelijk      | Jamaica − Zuid-Afrika | 1 − 1   |
| 2 | Kaapstad          | 30 april 2003    | Vriendschappelijk      | Zuid-Afrika − Jamaica | 0 − 0   |
| 3 | Los Angeles       | 10 juni 2005     | CONCACAF Gold Cup 2005 | Jamaica − Zuid-Afrika | 3 − 3   |
| 4 | Bloemfontein      | 17 november 2009 | Vriendschappelijk      | Zuid-Afrika − Jamaica | 0 − 0   |
| 5 | Offenbach am Main | 28 april 2010    | Vriendschappelijk      | Zuid-Afrika − Jamaica | 2 − 0   |

## Samenvatting
| Competitie        | Totaal gespeeld | Winst Jamaica | Gelijk | Winst Zuid-Afrika | Doelsaldo Jamaica – Zuid-Afrika |
| ----------------- | --------------- | ------------- | ------ | ----------------- | ------------------------------- |
| CONCACAF Gold Cup | 1               | 0             | 1      | 0                 | 3 − 3                           |
| Vriendschappelijk | 4               | 0             | 3      | 1                 | 1 − 3                           |
| Totaal            | 5               | 0             | 4      | 1                 | 4 − 6                           |

JFF · A-internationals · Bondscoaches · Selecties · Statistieken · Jamaicaans vrouwenelftal · Olympisch elftal · Jamaica U21 · Jamaica U19 · Jamaica U17
1920 – 1959 · 
1960 – 1969 · 
1970 – 1979 · 
1980 – 1989 · 
1990 – 1999 · 
2000 – 2009 · 
2010 – 2019 · 
2020 – 2029
Gold Cup 1991 · 
Gold Cup 1993 · 
Gold Cup 1998 · 
Gold Cup 2000 · 
Gold Cup 2003 · 
Gold Cup 2005 · 
Gold Cup 2009 · 
Gold Cup 2011 · 
Gold Cup 2015
Copa América 2015
WK 1998
1925 · 
1926 · 
1927–1929 · 
1930 · 
1931 · 
1932 · 
1933–1934 · 
1935 · 
1936 · 
1937 · 
1938 · 
1939–1946 · 
1947 · 
1948 · 
1949 · 
1950 · 
1951 · 
1952 · 
1953 · 
1954–1956 · 
1957 · 
1958 · 
1959 · 
1960 · 
1961 · 
1962 · 
1963 · 
1964 · 
1965 · 
1966 · 
1967 · 
1968 · 
1969 · 
1970 · 
1971 · 
1972 · 
1973 · 
1974 · 
1975 · 
1976 · 
1977 · 
1978 · 
1979 · 
1980 · 
1981 · 
1982 · 
1983 · 
1984 · 
1985 · 
1986 · 
1987 · 
1988 · 
1989 · 
1990 · 
1991 · 
1992 · 
1993 · 
1994 · 
1995 · 
1996 · 
1997 · 
1998 · 
1999 · 
2000 · 
2001 · 
2002 · 
2003 · 
2004 · 
2005 · 
2006 · 
2007 · 
2008 · 
2009 · 
2010 · 
2011 · 
2012 · 
2013 · 
2014 · 
2015 · 
2016 ·
2017 ·
2018 ·
2019 ·
2020 ·
2021 ·
2022 ·
2023 ·
2024
Amerikaanse Maagdeneilanden ·
Antigua en Barbuda ·
Argentinië ·
Aruba ·
Australië ·
Bahama's ·
Barbados ·
Bermuda ·
Bolivia ·
Brazilië ·
Britse Maagdeneilanden ·
Bulgarije ·
Canada ·
Chili ·
China ·
Colombia ·
Costa Rica ·
Cuba ·
Curaçao ·
Dominica ·
Dominicaanse Republiek ·
Ecuador ·
Egypte ·
El Salvador ·
Engeland ·
Frankrijk ·
Ghana ·
Grenada ·
Guatemala ·
Guyana ·
Haïti ·
Honduras ·
Ierland ·
India ·
Indonesië ·
Iran ·
Japan ·
Jordanië ·
Kaaimaneilanden ·
Kameroen ·
Kroatië ·
Maleisië ·
Marokko ·
Mexico ·
Nederlandse Antillen ·
Nicaragua ·
Nieuw-Zeeland ·
Nigeria ·
Noord-Macedonië ·
Noorwegen ·
Panama ·
Paraguay ·
Peru ·
Puerto Rico ·
Qatar ·
Saint Kitts en Nevis ·
Saint Lucia ·
Saint Vincent en de Grenadines ·
Saoedi-Arabië ·
Servië ·
Suriname ·
Trinidad en Tobago ·
Uruguay ·
Venezuela ·
Verenigde Staten ·
Vietnam ·
Wales ·
Zambia ·
Zuid-Afrika ·
Zuid-Korea ·
Zweden ·
Zwitserland
SAFA · A-internationals · Bondscoaches · Selecties · Statistieken · Zuid-Afrikaans vrouwenelftal · Olympisch elftal · Zuid-Afrika U21 · Zuid-Afrika U19 · Zuid-Afrika U17
1906 – 1919 ·
1920 – 1929 ·
1930 – 1939 ·
1940 – 1949 · 
1950 – 1959 · 
1960 – 1969 · 
1970 – 1979 · 
1980 – 1989 · 
1990 – 1999 · 
2000 – 2009 · 
2010 – 2019 ·
2020 − 2029
AC 1996 · 
AC 1998 · 
AC 2000 · 
AC 2002 · 
AC 2004 · 
AC 2006 · 
AC 2008 · 
AC 2013
WK 1998 · 
WK 2002 · 
WK 2010
OS 2000 ·
OS 2016 ·
OS 2020
1947 · 
1948–1949 · 
1950 · 
1951-1952 ·
1953 · 
1954 · 
1955 · 
1956–1991 · 
1992 · 
1993 · 
1994 · 
1995 · 
1996 · 
1997 · 
1998 · 
1999 · 
2000 · 
2001 · 
2002 · 
2003 · 
2004 · 
2005 · 
2006 · 
2007 · 
2008 · 
2009 · 
2010 · 
2011 · 
2012 · 
2013 · 
2014 · 
2015 · 
2016 ·
2017 ·
2018 ·
2019 ·
2020 ·
2021 ·
2022 ·
2023 ·
2024
Algerije ·
Andorra ·
Angola ·
Argentinië ·
Australië ·
Benin ·
Bolivia ·
Botswana ·
Brazilië ·
Bulgarije ·
Burkina Faso ·
Burundi ·
Canada ·
Centraal-Afrikaanse Republiek ·
Chili ·
Colombia ·
Comoren ·
Congo-Brazzaville ·
Congo-Kinshasa ·
Costa Rica ·
Denemarken ·
Duitsland ·
Ecuador ·
Egypte ·
Engeland ·
Equatoriaal-Guinea ·
Ethiopië ·
Frankrijk ·
Gabon ·
Gambia ·
Georgië ·
Ghana ·
Guatemala ·
Guinee ·
Guinee-Bissau ·
Honduras ·
Ierland ·
IJsland ·
Irak ·
Israël ·
Italië ·
Ivoorkust ·
Jamaica ·
Japan ·
Kaapverdië ·
Kameroen ·
Kenia ·
Lesotho ·
Liberia ·
Libië ·
Madagaskar ·
Malawi ·
Mali ·
Malta ·
Marokko ·
Mauritanië ·
Mauritius ·
Mexico ·
Mozambique ·
Namibië ·
Nederland ·
Nieuw-Zeeland ·
Niger ·
Nigeria ·
Noord-Korea ·
Noorwegen ·
Oeganda ·
Panama ·
Paraguay ·
Polen ·
Portugal ·
Rwanda ·
Saoedi-Arabië ·
Sao Tomé en Principe ·
Schotland ·
Senegal ·
Servië ·
Seychellen ·
Sierra Leone ·
Slovenië ·
Soedan ·
Spanje ·
Swaziland ·
Tanzania ·
Thailand ·
Trinidad en Tobago ·
Tsjaad ·
Tsjechië ·
Tunesië ·
Turkije ·
Uruguay ·
Verenigde Arabische Emiraten ·
Verenigde Staten ·
Zambia ·
Zimbabwe ·
Zuid-Soedan ·
Zweden
Frankrijk (2010) ·
Mexico (2010) ·
Paraguay (2002) · 
Slovenië (2002) · 
Spanje (2002) · 
Uruguay (2010)